# Andreas Strauss

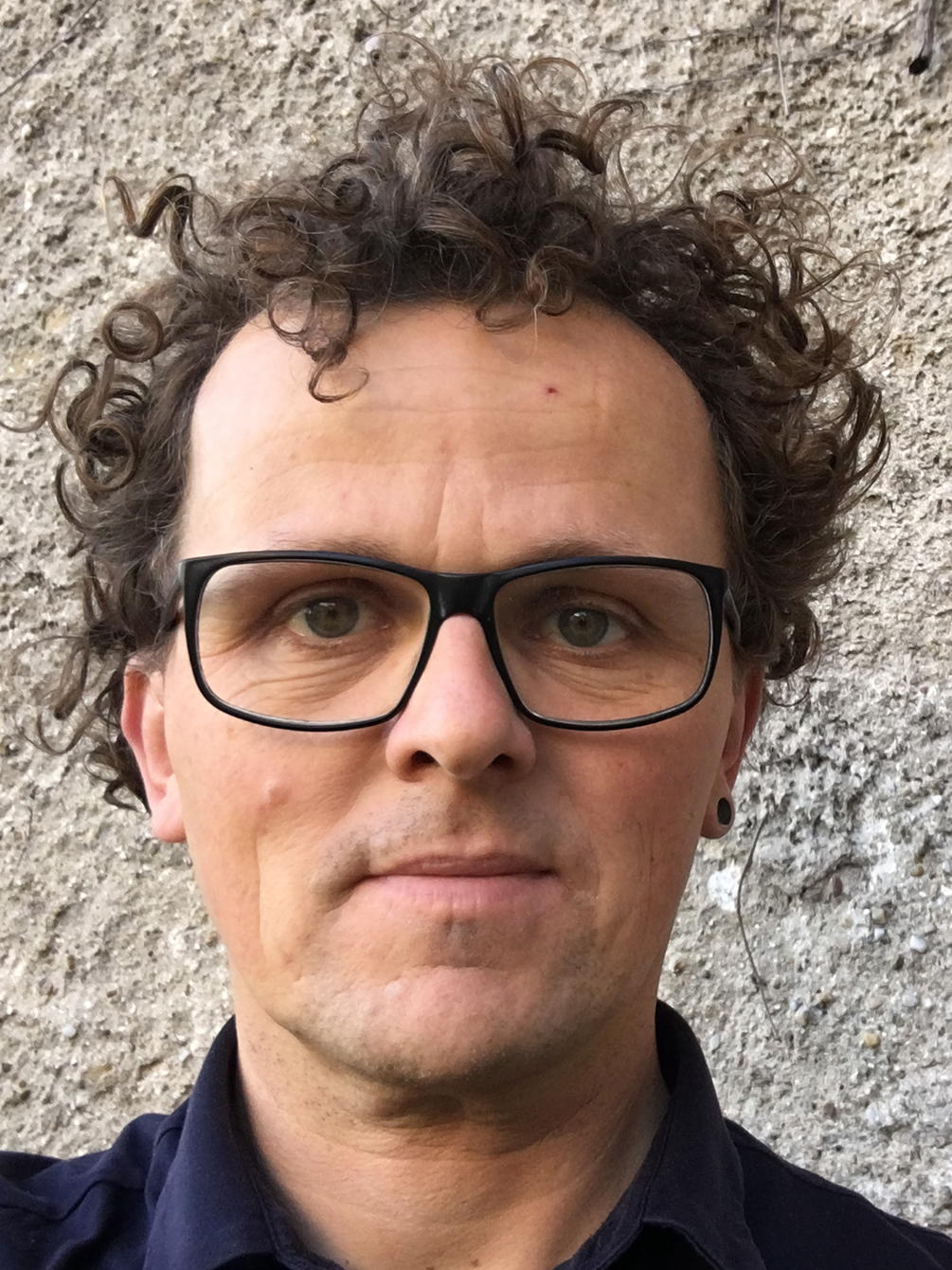
Andreas Strauss (2017)

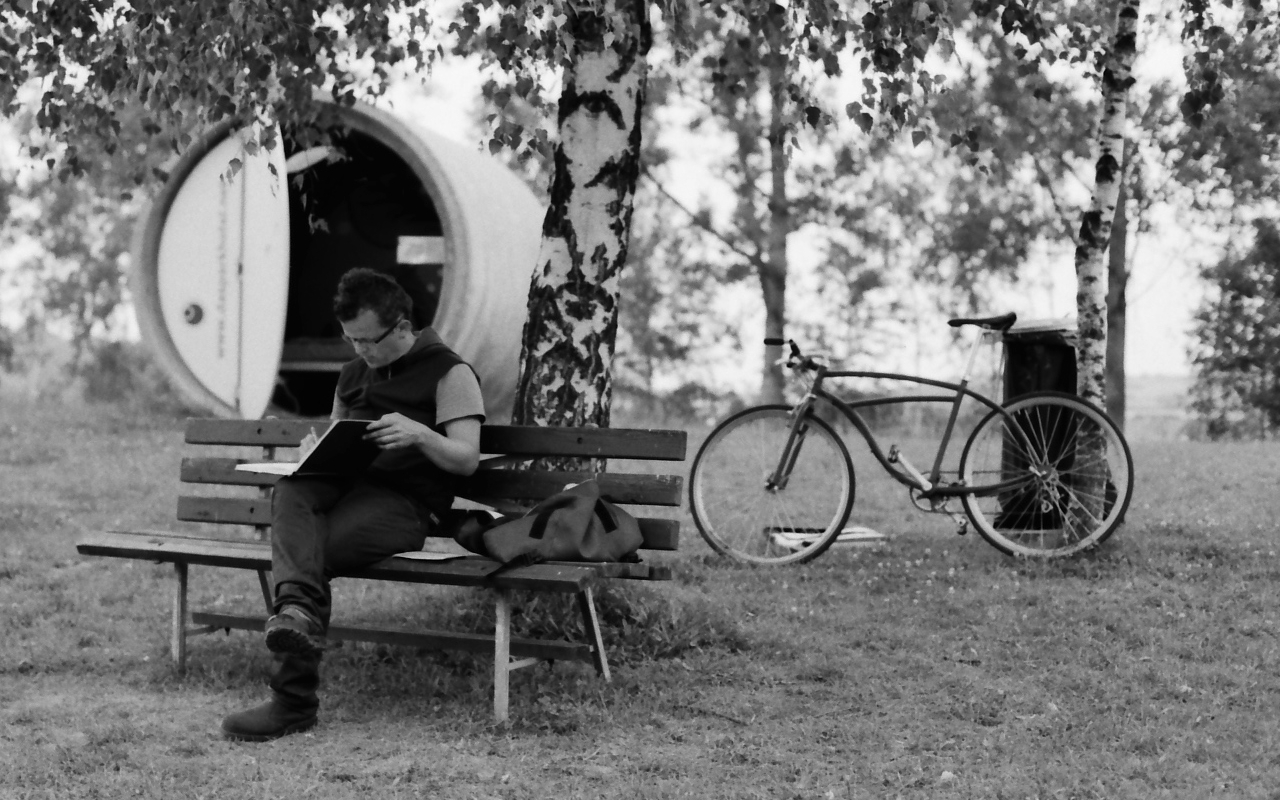
Andreas Strauss 2009 vor seinem dasparkhotel in Ottensheim, Oberösterreich

Andreas Strauss (* 30. Oktober 1968 in Wels, Oberösterreich) ist ein österreichischer Künstler. Er lebt und arbeitet in Ottensheim und Wien.

## Ausbildung und Karriere
Strauss studierte von 1996 bis 2004 in der Metallklasse bei Helmuth Gsöllpointner an der Kunstuniversität Linz in Oberösterreich. Seine Werke beschäftigen sich hauptsächlich mit Zwischenräumen im öffentlichen Raum, unter anderem durch die Zweckentfremdung städtischer Alltagsobjekte.

## Auszeichnungen
- 2013 Kulturpreis des Landes Oberösterreich

## Werke (Auswahl)
- 1996: a day at the races mit Time’s Up – Festival EXIT, Paris, Frankreich
- 1998: hybrid factory EU Kulturmonat, Linz
- 1999: psyclodrome mit Time’s Up – Performance Space, Sydney, Australien
- 2001: on the move re:location – OK Centrum, Linz
- 2004: soupermobil Superart Linz / to be continued Kaiserstraße, Wien
- 2004: posttisch Teamwork mit Peter Arlt und den 4 Ingenieuren – Rampe 003, Berlin
- 2005: dasparkhotel – ursprünglich im Donaupark Linz, heute am Rodlgelände in Ottensheim, Oberösterreich.[1][2]
- 2007: das lerchenfelderbad – to be continued, Wien
- 2008: froebe – Kulturquartier, Linz
- 2009: hotpot, luminous green – Workshop, Linz
- 2010: dasparkhotel_bernepark – Bottrop, Deutschland
- 2011: ts_001_lux mit Viktoria Tremmel, Urban Signs Local Strategies Continued – Fluc, Wien
- 2011: collapsonomics stage design für Toxic Dreams.[3]
- 2011: polymobil – Polytechnische Schule Ottensheim[4]
- 2012: herrengassenbad cuckoo syndrom – Kunstraum NÖ, Wien
- 2012: soupertonne – BMW Guggenheim Lab, Berlin, Deutschland
- 2013: ts_002_lux mit Viktoria Tremmel – Künstlerhaus, Wien
- 2014: ts_003_lux mit Viktoria Tremmel – WUK, Wien[5]
- 2015: gehobenegastfreundschaft – Café Kowalski, Gallneukirchen[6]
- 2015: sandleitendatenbank – Ottakring, Wien[7]
- 2016: 505050redline – Schlossmuseum Linz[8]
- 2017: inforail roadshow[9]
- 2018: multispace – Offenes Kulturhaus Oberösterreich, Linz[10]
- 2022: Erinnerungszeichen Linz – Stadt Linz[11]